# Hellmuth Reymann
Pour les articles homonymes, voir Reymann.
Hellmuth Reymann, né le 24 novembre 1892 à Neustadt-en-Haute-Silésie (aujourd'hui Prudnik en Pologne) et mort le 8 décembre 1988 à Garmisch-Partenkirchen, est un général (Generalleutnant) de la Heer au sein de la Wehrmacht pendant la Seconde Guerre mondiale. Il fut le dernier commandant de la zone de défense de Berlin pendant l'assaut final mené par l'Armée rouge.
Il a été décoré de la croix de chevalier de la croix de fer avec feuilles de chêne. La croix de chevalier de la croix de fer et son grade supérieur, les feuilles de chêne, sont attribués pour récompenser un acte d'une extrême bravoure sur le champ de bataille ou un commandement militaire avec succès.

## Carrière militaire
Hellmuth Reymann entre le 22 mars 1912 dans le 62e régiment d'infanterie de l'armée prussienne en tant que lieutenant sans brevet (brevet au 22 juin 1912).

### Union soviétique
Entre le 1er octobre 1942 et le 1er octobre 1943, il commanda la 212e division d'infanterie, dans le nord de l'Union soviétique, celle-ci était intégrée au Groupe d'armées Nord commandé par le Feldmarschall Wilhelm Ritter von Leeb.
Du 1er octobre 1943 au 1er avril 1944, Reymann fut transféré pour prendre le commandement 13. Luftwaffen-Feld-Division intégrée au XXVIII. Armeekorps combattant dans le nord de l'Union soviétique. Sa division comprenait notamment les 25 et 26e régiments d'infanterie et le 13e régiment d'artillerie. Le XXVIII. Armeekorps était rattaché à la 18e Armée.
Pendant la retraite de Leningrad, la 13. Luftwaffen-Feld-Division souffrit de nombreuses pertes pour finalement être dissoute en avril 1944.
À partir du 1er avril 1944 et jusqu'au 18 novembre 1944, Reymann commanda la 11e division d'infanterie, toujours dans le nord de l'Union soviétique. En octobre 1944, sa division fut encerclée en Lettonie, comme de nombreuses autres unités, à l'intérieur de la poche de Courlande. Reymann fut renvoyé en Allemagne pour être remplacé par le Generalleutnant Gerhard Feyerabend.

### Dresde
Le 6 mars 1945, Reymann fut contacté par le général Wilhelm Burgdorf, aide de camp de Hitler, qui lui ordonna de rejoindre Dresde afin d'organiser la défense de la ville. Il est contacté à nouveau par ce dernier peu après. En effet, Hitler vient personnellement de le nommer commandant de la zone de défense de Berlin en remplacement de Bruno Ritter von Hauenschild avec comme mission de préparer la bataille de Berlin, alors imminente.

### Bataille de Berlin

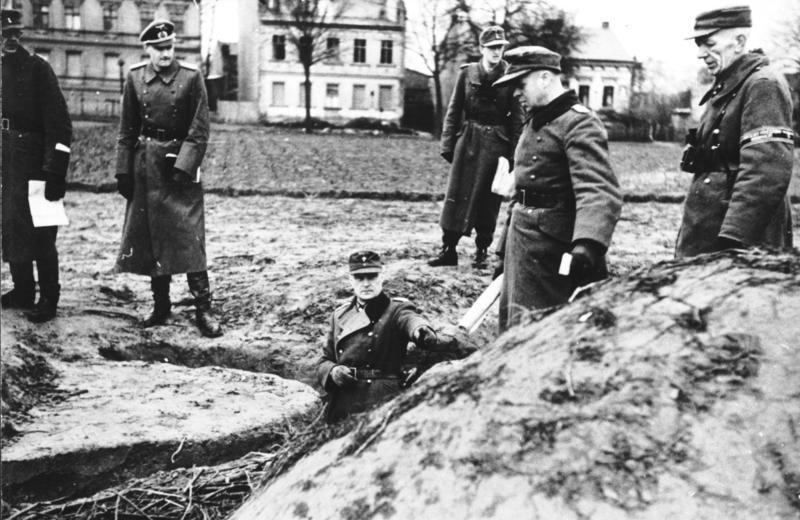
Le général H. Reymann (dans la tranchée) inspectant une position de mitrailleuse à Berlin (mars 1945).

Quand il arriva à Berlin, Reymann découvrit la situation d'impréparation, laissée par son prédécesseur, von Hauenschild. Après une enquête plus approfondie, il s'aperçut qu'Hitler et Goebbels avaient ordonné que tout propos défaitiste se solderait par une exécution immédiate, qu'aucun plan d'évacuation des enfants et des personnes âgées n'avait été conçu et qu'aucun stock de nourriture en cas de siège n'avait été prévu.
Ces observations ne satisfirent pas Reymann, réputé sanguin. Il prépara alors la ville à l'attaque imminente alors que les hauts dirigeants nazis se refusaient à admettre l'imminence de l'offensive. Pendant cette période, il fut un des plus notables opposants à la destruction des ponts. En effet, si le commandement considérait que l'offensive soviétique serait ralentie par le minage des ponts, Reymann pensait que cet ordre priverait la ville d'électricité, de gaz et d'eau, dégradations qui induiraient une perte d'influence considérable de Berlin en Europe.
Devant la possibilité d'un encerclement rapide de Berlin, il alla trouver Hitler pour demander en vain l'évacuation des jeunes enfants.
Le 15 avril, Hellmut Reymann rencontra l'architecte et ministre de l'Armement Albert Speer ainsi que Gotthard Heinrici, commandant le Groupe d'armées Vistule, pour discuter de la politique de la terre brûlée engagée par Hitler, que Speer tentait de contrecarrer. Bien que Reymann refusât de suivre Speer, il promit avec Henrici de retarder la destruction des points vitaux de Berlin.
À partir du 21 avril, Joseph Goebbels, le Commissaire du Reich pour Berlin, ordonna que « tout homme capable de porter les armes devait rester à Berlin ». Seul Reymann, commandant de la zone de défense pouvait distribuer des laissez-passer. Aussi, il fut content de pouvoir émettre plus de 2 000 autorisations, en grande partie à des anciens du parti Nazi. Son chef d'état-major commenta la situation en déclarant : « Les rats quittent le navire ».
Wilhelm Burgdorf et Joseph Goebbels persuadèrent Hitler que Reymann n'était pas apte. Cette hostilité de la part de Goebbels était due au fait que Reymann avait refusé d'installer ses bureaux près des siens.
Le 22 avril, Hitler releva Reymann pour son défaitisme et le remplaça par un récent promu, le Generalmajor Ernst Kaether, qui était l'ancien chef d'état-major du commissaire politique de la Wehrmacht mais ne possédait aucune capacité à commander. À la fin de la journée il fut donc lui-même remplacé par Erich Bärenfänger, promu pour l'occasion Generalmajor. Après ces tergiversations, Hitler décida, dès l'entrée des troupes soviétiques dans les faubourgs de Berlin, de prendre lui-même le contrôle des défenseurs de Berlin.
Le lendemain, le 23 avril, Hitler changea encore d'avis et promut le General der Artillerie Helmut Weidling comme nouveau commandant de la zone de Défense de Berlin. Weidling commandera la défense de la cité jusqu'au dernier moment, lorsqu'il livrera la ville au général soviétique Vassili Tchouïkov.

### Groupe d’Armée Spree
Après son départ du commandement de la zone de défense de Berlin, Reymann obtint le commandement d'une division près de Potsdam. Cette division était nommée : Groupe d'Armée Spree. Reymann joua un rôle dans la tentative de jonction des forces du général Walther Wenck. Wenck fut dans l'impossibilité d'effectuer une manœuvre sur Berlin et reporta ses efforts sur Potsdam permettant à Reymann et à ses 20 000 hommes d'échapper à l'encerclement.

## Décorations
- Croix de fer (1914)
  - 2e classe (16 septembre 1914)
  - 1re classe (4 mars 1915)
- Croix de fer (1939)
  - 2e classe (28 novembre 1939)
  - 1re classe (22 novembre 1941)
- Croix de chevalier de la croix de fer avec feuilles de chêne
  - Croix de chevalier le 5 avril 1944
  - 672e feuille de chêne le 28 novembre 1944) en tant que commandant (Kommandeur) de la 11. Infanterie-Division
- Croix allemande (22 novembre 1941)